# Chancho en Piedra
Chancho en Piedra es un grupo de funk rock y rock experimental de Chile, formado en 1994 por Eduardo Lalo Ibeas, Pablo Ilabaca, Leonardo Toño Corvalán y Felipe Ilabaca. En el 2018 Cristian C-Funk Moraga, guitarrista de Los Tetas, reemplazaría a Pablo tras su salida de la banda, siendo el único cambio de alineación en la historia del grupo.
El grupo originario de La Cisterna, una comuna de la capital Santiago, se consolidó como una de las más importantes bandas del rock chileno, gracias a la combinación de dos factores: por un lado, su propuesta musical particular, donde sus letras divertidas retratan y se nutren de las expresiones propias de la chilenidad, picardía y el imaginario popular urbano; por el otro, su profesionalismo, el cual quedó registrado en el documental de 2012 «Chancho en Piedra: 12 horas; 16 años en escena» de Pato Pimienta y Hellen Cáceres, donde se muestra el trabajo realizado por Chancho en Piedra en preparación de su maratónico concierto «7 al hilo» en 2010.
El grupo obtuvo el Premio Altazor en 2005 por Chancho 6. Chancho en Piedra forma parte del Colectivo Cantata Rock en 2007, junto con Pato Pimienta y músicos de Quilapayún e Inti-Illimani Histórico para recrear la Cantata de Santa María de Iquique a cien años de la matanza. Han participado también de eventos a favor de las causas sociales como el Teletón y Canto por Chile.
En 2023, luego de 29 años de actividad, la banda anunció un receso indefinido para poder enfocarse en sus propios proyectos personales. La noticia fue acompañada por el anuncio de la gira "Voy y vuelvo: El show final", que recorrio todo el país para culminar en el Movistar Arena Santiago de Santiago el domingo 16 de julio de 2023. 

## Historia

### Nacimiento de la banda

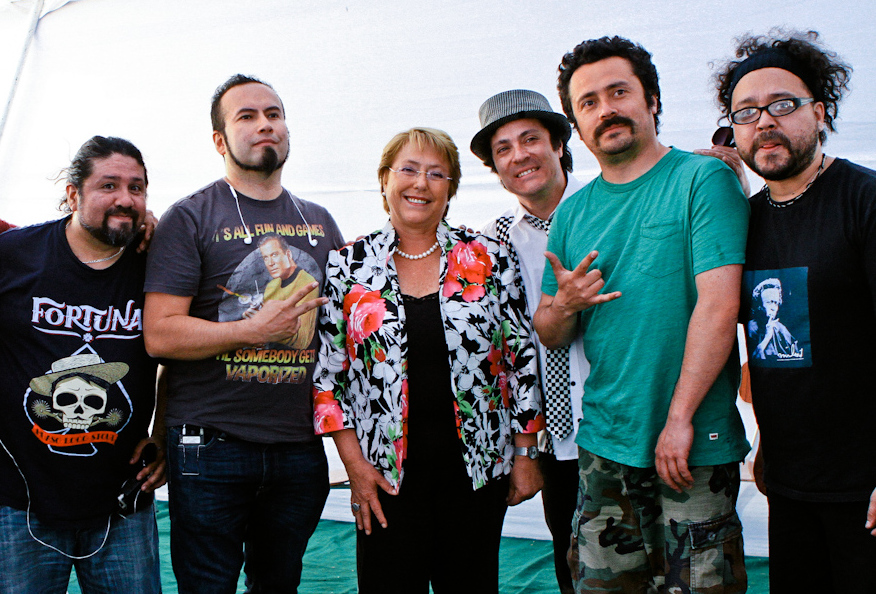
Junto a Michelle Bachelet en 2013

La historia de Chancho en Piedra inicia en la comuna de La Cisterna en la primera mitad de la década de 1980. Eduardo Ibeas, Lalo, conoce a Pablo Ilabaca, K-V-Zón, en el kínder cuando tenía cinco años, volviéndose amigos gracias a su interés común en los cómics de Themo Lobos. Lalo frecuenta la casa de los Ilabaca para jugar con Pablo, donde conoce también al hermano mayor, Felipe, pero la amistad en ese momento se da solo con Pablo debido a la diferencia de edades, ya que, aunque los tres estudian en el Liceo Manuel Arriarán Barros, Felipe es tres años mayor que él y ya se encuentra estudiando la básica. Es en esta misma escuela donde conocerían años más tarde a Leonardo Corvalán, Toño, también alumno del Arriarán Barros. Los cuatro convivían en los recreos e intercambiaban música, especialmente Toño y Felipe. Toño recuerda de esa época que Pablo y Lalo «siempre tuvieron la idea de formar una banda».
A mediados de 1993, Lalo y Pablo deciden hacer realidad la idea de formar un grupo con el cual comienzan a presentarse en vivo. Buscaron ponerle al grupo un nombre que fuera muy chileno y que a su vez sonara divertido en inglés. El nombre elegido fue el de la tradicional salsa chilena chancho en piedra, surgiendo así los Pig in Stone, realizando las primeras presentaciones en el Arriarán Barros y componiendo canciones en tono de burla a los profesores y compañeros del colegio.
Para el verano de 1994, Lalo y Pablo invitan a Toño a unirse a Pig in Stone como baterista. El grupo toca seis veces con ese nombre, pero sus amigos los convencen que suena mejor en español. Es así que deciden cambiarlo a Chancho en Piedra. Es en esa época en la que Felipe Ilabaca, hermano mayor de Pablo, acepta cubrir la vacante en el bajo. Los cuatro tocan por primera vez juntos ante compañeros de universidad de Toño. Uno de los compañeros de Toño tenía una parcela donde organizó un evento para el 1 de mayo, aprovechando que el día siguiente sería feriado. Toño le comentó que tenía un grupo, a lo que el compañero respondió invitándolos a tocar. Este primer show tuvo lugar en Quilicura, el domingo 1 de mayo de 1994, y es considerado como el nacimiento de Chancho en Piedra. Todos los años el grupo celebra el cumpleaños con algún evento especial.

### Los primeros discos
Peor es mascar lauchas en 1995 (chilenismo que significa peor es nada) fue el primer disco de su carrera y el que les abrió el camino a la popularidad. Los temas «Sinfonía de cuna», «Socio» y «Guach Perry» (inspirado en la canción «One Nation Under a Groove» del grupo de funk rock Funkadelic) sonaron fuertes en las radioemisoras nacionales. Este último tema fue el más conocido del grupo, hecho que los llevó a la fama. Le siguió La dieta del lagarto en 1997 (el cual viene de otro dicho chileno que hace referencia a tener muchas relaciones sexuales y comer poco: «La dieta del lagarto, come poco y cacha harto»), álbum que consagró a la banda como una de las más populares. «Hacia el Ovusol», «Edén», «Da la claridad a nuestro sol» y «Huevos Revueltos», son las canciones que conquistaron a sus seguidores. Además, se destacó un notable progreso en calidad en comparación con su disco anterior. Esto debido en buena parte al enriquecimiento sonoro aportado por los músicos invitados como "Parquímetro" en trombón, Richlowski en congas, Claudio Nervi en sintetizador y DJ Raff (en ese entonces componente de La Pozze Latina) en scratch , entre otros.
En esa época, comenzó su expansión internacional. Ese año tocaron en el festival Rock al Parque de Colombia, siendo unos completos desconocidos. Pero fue tal el éxito, que fueron la única banda que se presentó tres veces, lo que a sus seguidores les encantó.

### Camino al éxito
Firmaron contrato con Sony Music, compañía con la que editaron Ríndanse terrícolas en 1998, su disco más vendido. Tuvo seis sencillos en rotación en las radios locales: «Moscardón», «Volantín», «Yakuza», «Discojapi», «La granja de los súper bebés» y «Locura espacial», mismos que permanecen en la memoria colectiva. 
En noviembre de 1999, realizan el histórico concierto «El Gran Circo de los Hermanos Chancho en Piedra», una presentación de dos horas y media llena de números circenses, concursos de Juanitos disfrazados y diversos invitados. Esta gira es una de las más exitosas en la trayectoria del grupo.
El disco Marca Chancho en 2000 (nombre que viene también de otro chilenismo, el cual hace referencia a productos genéricos o de marcas carentes de renombre, típicamente de bajo costo), les abre camino en la escena internacional y es editado en Argentina, Perú y México, realizando giras promocionales en estos dos últimos países. Los temas «Eligiendo una reina», «Lophophora», «Historias de amor y condón», «El durazno y el melón», «Me vuelvo mono» y «Hermanos marranos» destacaron por sobre los otros once de esta producción. 
En 2001 celebran su cumpleaños con un concierto junto a la banda norteamericana Living Colour, ante 12 mil asistentes en la Estación Mapocho.
El disco El tinto elemento en 2002 repite la experiencia de Marca Chancho. Este disco, que contiene el popular tema «Niño peo», fue editado además en Argentina. También destacan en este disco «Animales disfrazados» y «El impostor».

### Disco en vivo y nuevos sonidos
Chancho 6 es el primer disco de esta banda en ser grabado en vivo, donde dejan registro de sus mejores éxitos hasta entonces. Hay artistas invitados y aparecen integrantes del grupo de música La Sonora de Tommy Rey. Fue grabado el 6 de diciembre de 2003 en el Estadio Víctor Jara ante más de 8 mil personas y lanzado en 2004 en dos volúmenes y un DVD. 
Pablo Ilabaca comenzaba ya su carrera solista. En 2005 edita su primer disco, Jaco Sánchez y Los Jaco, un disco doble que separa canciones delicadas y personales con otras roqueras y desenfrenadas. A esto se le suma su labor como compositor de las canciones del programa de televisión 31 minutos, lo que le valió un Premio Altazor por mejor disco de música popular.
También en 2005 sale a la venta el disco Desde el batiscafo, siendo el sexto disco de estudio y séptimo de la banda en general. Es producido por el músico y exbajista de Los Fabulosos Cadillacs, Flavio Cianciarulo. Fue grabado en Argentina, siendo su primer disco grabado en el extranjero. Con este disco la banda planea expandir su popularidad en el extranjero. Cabe agregar que en una entrevista al grupo se explica que llamaron así al disco debido a que exploraron muchos sonidos nuevos para ellos, como se puede ver en su primer sencillo «Multi-ricachón» (sonido bautizado como cumbia-samba-reggae) del mismo modo que un batiscafo explora nuevos territorios en las profundidades.

### Disco recopilatorio y sesiones acústicas

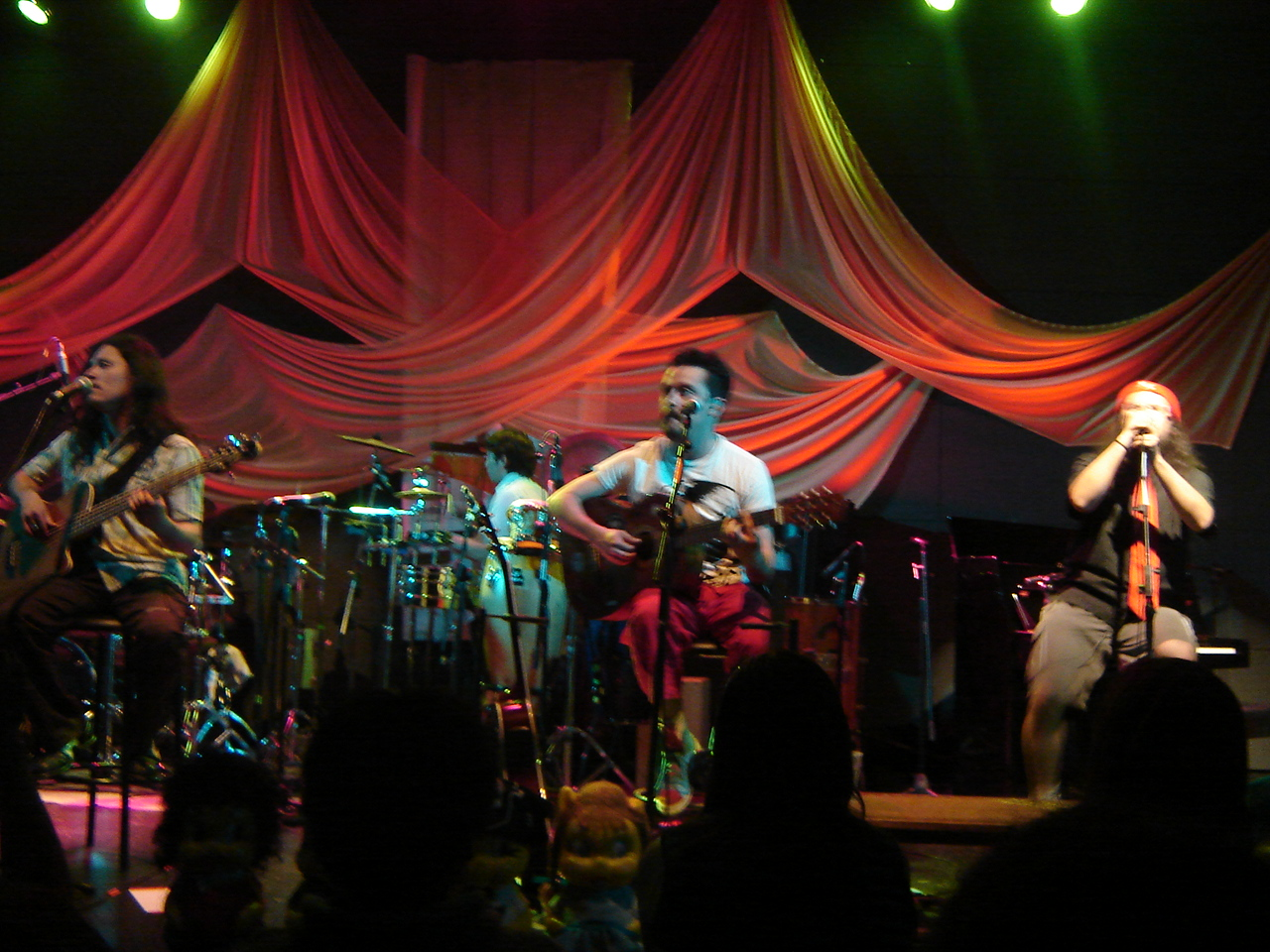
Chancho en Piedra en la Sala SCD de Vespucio.

El 2 de junio de 2007 celebran su cumpleaños número 13, teniendo como banda de soporte a la Mancha de Rolando. Este show ha sido una de las actuaciones más importantes de la banda, tanto por el despliegue mostrado en escenografía, así como por también celebrar su cumpleaños en el año del chancho.
El 18 de septiembre de 2007 sale a la venta en Argentina un disco recopilatorio de los mejores temas de Chancho en Piedra. Se decidió esta fecha ya que el 23 de septiembre tocarían en vivo en el Pepsi Music.
En octubre de 2007, en Santiago de Chile, presentan su Show Unplugged en la semana de shows en vivo acústicos realizados entre el 22 y 28 del mismo mes en la Sala SCD Vespucio donde presentaron el tema «Cóndor» en versión acústica y destacándose por la buena calidad del espectáculo. En manera conjunta sale a la venta el nuevo disco, Grandes éxitos de ayer y oink!, un compilado (recopilación) de las mejores canciones de Chancho en Piedra, incluyendo canciones como «Sinfonía de cuna», «Volantín», «Locura espacial», «Hacia el Ovusol», «El impostor», «Edén», «Historias de amor y condón», entre otras, y cuatro nuevos temas, «En el año del Chancho Dorado», «Cóndor», «Pícara» y «Lophophora oriental». 
El 1 de julio la agrupación se hizo acreedora de un FONDART para la grabación de una versión de la famosa Cantata Santa María de Iquique junto a Ismael Oddó y Kaito Venegas, de Quilapayún y Camilo Salinas y Fernando Julio de Inti-Illimani Histórico.
El 8 de agosto de 2008 presentan su videografía en vivo, teniendo como invitados especiales a los integrantes de El club de la comedia (4 de estos presentando sus monólogos en vivo Sergio Freire, Juan Pablo Flores, Pato Pimienta y Natalia Valdebenito) y como banda soporte a Florcita Motuda. Presentan su videografía, repasando los clásicos de cada uno de sus discos en un extenso show de más de 3 horas.

### Cantata rock Santa María de Iquique y Combo Show
En 2009 lanzaron el disco Cantata rock Santa María de Iquique, el cual puede descargarse en formato digital desde la página oficial del disco y también puede comprarse en formato de disco. 
El lunes 10 de agosto de 2009 lanzaron en las radios su nuevo sencillo Sexshop del disco. En este disco prometieron volver a sus raíces.
El 10 de septiembre de ese mismo año fue lanzado el nuevo álbum, Combo Show, el cual dejó conformes a la mayoría de sus seguidores, aunque algunos no quedaron satisfechos.
Antes de ser lanzado el disco, se había filtrado otra canción a Internet llamada «Ella quiere», que fue muy bien acogida por sus seguidores. Este tema se convirtió en el segundo sencillo y el primero con un videoclip promocional. Tuvo mucho éxito ya que fue también escuchado en el extranjero por MTV.
Después de un tiempo, en 2010, Chancho en Piedra decide dejar que la Comunidad Marrana (sus seguidores) eligieran el próximo sencillo, siendo «De amarillo y gris» el escogido. Este también tuvo su video promocional, mucho más sencillo que todos los videos anteriores, ya que no tenía ni una trama ni historia dentro de él. En enero de 2011, lanzan «Siameses» como cuarto y último sencillo del disco. Cuenta con un videoclip no oficial en que participa la banda. Se desconoce el motivo del por qué hicieron este videoclip.
Para ese año, «Los Chancho» organizaron su cumpleaños 16 y lo celebraron en grande con un show titulado «7 al hilo» donde tocaron todo su repertorio en 7 shows seguidos, uno para cada disco. El show empezó a las 12:00 p. m. y terminó aproximadamente a la 1:30 a. m. del día siguiente.

### Otra cosa es con guitarra
En 2011 la banda lanza un nuevo álbum de estudio, un tributo a la música chilena llamado Otra cosa es con guitarra, un dicho popular chileno, al igual que Peor es mascar lauchas, La dieta del lagarto y Marca Chancho. El disco tiene varias versiones de emblemáticas canciones del país, pertenecientes a Violeta Parra, Víctor Jara, Sol y Lluvia, Congreso y Florcita Motuda. El disco fue lanzado en vivo el 17 y 18 de septiembre de ese año en el Club 334

### La porcina comedia y los 20 años
El 14 de agosto de 2012, la banda realizó el concierto La porcina comedia un show de más de 3 horas segmentado en tres actos para celebrar los 18 años de carrera del grupo. El concierto salió como DVD en junio de 2013. 
Después de eso, la banda estaría un par de años sin tocar en estudios, pero si haciendo giras a lo largo del país celebrando sus éxitos. El 3 de agosto de 2014, la banda, en conjunto con Los Tetas, celebraron mutuamente sus 20 años de carrera en un concierto bautizado como La familia chilenita del funk, en la que ambas bandas se turnarían para tocar su repertorio más querido para luego finalizar juntos. La sesión fue un éxito para los aficionados de ambos grupos y el concierto duró 4 horas. Este acontecimiento se repetiría en el Lollapalooza 2015, en el que La Familia Chilenita del Funk se volviera a hacer presente, esta vez con sólo una hora de concierto.

### Funkybarítico Hedónico Fantástico
En 2015, la banda anunciaría su regreso a los estudios mostrando su primer adelanto Selfie, estrenado en vivo. En julio de 2016, se lanzaría el primer sencillo del disco: Mi mejor momento. El disco saldría de forma digital el 5 de agosto de 2016, con 12 nuevos temas. Al día siguiente, en el Teatro Teletón, se realizó el lanzamiento del sencillo Mi mejor momento, en el que regalarían copias físicas del álbum. El disco completo fue lanzado oficialmente en vivo el día 8 de octubre de 2016 en un gran concierto en el Teatro Caupolicán, interpretando la totalidad del disco. El disco estrenaría dos sencillos, Dejando libre el amor (marzo de 2017) y Funkybarítico, tema homónimo del disco y el último videoclip con Pablo Ilabaca presente en la banda. En 2017, celebrarían los 20 años de su aclamado disco La dieta del lagarto.

### Salida de Pablo Ilabaca
El 22 de abril de 2018, Pablo Ilabaca deja la banda para proyectarse en su carrera solista. Es el primer cambio de alineación que la banda ha sufrido en 24 años. Ante su salida, llegaría a la banda C-Funk (miembro de Los Tetas) En octubre de ese año, celebran los 20 años de Ríndanse terrícolas en un concierto de más de dos horas interpretando el disco de manera íntegra. Este sería el primer espectáculo grande que la banda realizaría junto a C-Funk.

### C-Funk
En 2019 se anuncia que la banda realizará otro disco de estudio junto a C Funk, que se lanzará en algún futuro. En su concierto de aniversario por los 25 años, lanzaron su primer adelanto del disco, la canción Bola de fuego, un tema roquero que se adapta bien a la modernidad. En octubre de 2019, se confirmarían dos sencillos, Bola de fuego y Todo se me pasa (esta última siendo una novedad para la banda) a estrenarse el 25 de octubre de 2019. Debido a la contingencia nacional, los sencillos fueron postergados hasta el 22 de noviembre del mismo año. Las canciones han tenido una buena recepción. Ambos temas tuvieron un videoclip dirigidos por Felipe Foncea, lanzados el 23 de abril (Bola de fuego) y el 28 de mayo (Todo se me pasa). Y por primera vez en su historia, la banda fue nominada a los Latin Grammys 2020 en la categoría "Mejor canción rock" con Bola de fuego.

### Pandemia y vuelta a los escenarios
Durante la pandemia, Chancho en Piedra realizó una serie de lives por Instagram y lanzó los videoclips de sus sencillos "Bola de fuego" y Todo se me pasa". El 19 de diciembre de 2020, la banda realizó un concierto vía streaming interpretando sus grandes éxitos. No presentan mayor actividad hasta que son invitados al Teatro Municipal de Las Condes, en un concierto virtual liberado el 30 de julio de 2021. El 26 de agosto de 2021, la banda regresó a los escenarios con un concierto con público en vivo, siendo un ensayo clínico organizado por la Sociedad Chilena de Autores e Intérpretes Musicales en conjunto con la Universidad de Chile. El objeto del estudio era medir y evaluar con precisión los eventuales riesgos en el regreso de los shows en vivo. El concierto se realizó en la Sala SCD Egaña con una capacidad de 200 butacas, y fue un reencuentro exitoso sin contagiados.

### 26 Años Peor es Mascar Lauchas
Como regreso a los conciertos masivos, la banda anunciaría una doble (que pasaría a ser triple) fecha en el Teatro Municipal de Las Condes, con motivo de la celebración de los 26 años de su álbum debut Peor es mascar lauchas. Fue un concierto de aproximadamente 2 horas con dos segmentos, partiendo con los grandes éxitos de la banda y culminando con el primer disco completo, más algunas sorpresas como la interpretación de Hormigas planas, tema original de Los Tetas. El concierto quedará registrado en el que será el tercer álbum en vivo de la banda, del cual aún no se sabe fecha de salida. Tras este concierto, la banda realizó un par de shows en la zona sur del país, resumiendo lo que fue ese concierto. La gira concluyó en el Parque Estero, el 3 de diciembre de 2021. En esa fecha, volvieron a interpretar el primer álbum completo. En el año 2022, la banda realizaría dos conciertos temáticos el 19 y 20 de agosto. Estos consistirían en interpretar las canciones más conocidas y lados B de la década de los 90' el día 19, y el 20 de agosto lo mismo pero con la década de los 2000 en adelante. Ambas fechas se realizaron en el Teatro Cariola y se llenaron totalmente.

### Receso indefinido
El 21 de marzo de 2023, la banda publica por medio de sus redes sociales el anuncio de su receso indefinido a partir de julio de 2023. Con respecto a la decisión, señalaron: "Esta difícil, pero sensata y consciente decisión, se ampara principalmente en las necesidades que con el tiempo fueron surgiendo en cada uno de nosotros para poder desarrollar proyectos de vida personales independientes, distintos a la carrera de este nuestro grupo que tanto queremos y que merece toda la atención". Su despedida de los escenarios se realizó con una gira por todo Chile llamada «Voy y vuelvo: el show final» la que culminó el 16 de julio de 2023 con más de 16 mil personas en el Movistar Arena de Santiago

## Miembros
- Eduardo Lalo Ibeas - voces, teclados, coros (1993-2023)
- Felipe Felo Ilabaca - voces, bajo, coros (1994-2023)
- Leonardo Toño Corvalán - batería, percusión, coros (1994-2023)
- C-Funk - guitarra, voces, coros (2018-2023)

### Miembros anteriores
- Pablo K.V.Zón Ilabaca - voces, guitarras, teclados, coros (1993-2018)

### Músicos invitados
La banda también tenía una banda de acompañamiento, con la que realizaba presentaciones en vivo y también grabaciones de álbumes.
- Francisco González (Pancho G) - guitarra rítmica
- Nicolás Letelierg - piano
- Felipe el Bravo (Felipe Bravo) - guitarra rítmica
- Manú (Manuel Torres) - percusión
- Claudio Nervi - teclados
- Bernardo Lagos - trombón
- Daniel Espinoza - trompeta
- Roberto Trujillo - teclados
- DJ Humitas con Tomates - tornamesas
- DJ Raff (Rafael Pérez) - tornamesas
- Maxi Alarcón - saxofón

## Discografía

### Álbumes de estudio
- Peor es mascar lauchas (1995)
- La dieta del lagarto (1997)
- Ríndanse terrícolas (1998)
- Marca Chancho (2000)
- El tinto elemento (2002)
- Desde el batiscafo (2005)
- Combo Show (2009)
- Otra cosa es con guitarra (2011)
- Funkybarítico, hedónico, fantástico (2016)

### Álbumes recopilatorios
- Grandes éxitos de ayer y oink! (2007)
- Grandes videos de ayer y oink! (2008)

### Álbumes en vivo
- Chancho 6 (2004)
- La porcina comedia (2013)

### Colaboraciones
- Cantata rock Santa María de Iquique (2009)

### Sencillos
- Peor es mascar lauchas (1995)
- 1995 - «Sinfonía de cuna»
- 1995 - «Guach Perry»
- 1996 - «Socio»
- 1996 - «Frito»

- La dieta del lagarto (1997)
- 1997 - «Edén»
- 1997 - «Hacia el Ovusol»
- 1997 - «Da la claridad a nuestro sol»

- Ríndanse terrícolas (1998)
- 1998 - «Moscardón»
- 1998 - «Yakuza»
- 1999 - «Locura espacial»
- 1999 - «La granja de los super bebés»
- 1999 - «Volantín»
- 1999 - «Discojapi»

- Marca Chancho (2000)
- 2000 - «El curanto»
- 2000 - «Eligiendo una reina»
- 2001 - «Lophophora»
- 2001 - «Me vuelvo mono»
- 2001 - «Historias de amor y condón»

- El tinto elemento (2002)
- 2002 - «Niño peo» +
- 2002 - «Animales disfrazados»
- 2003 - «El impostor»
- 2003 - «Inglishzong»

- Chancho 6 (2004)
- 2004 - «Viejo diablo [en vivo]»
- 2004 - «Calentón [en vivo]»

- Desde el batiscafo (2005)
- 2005 - «Multirricachón»
- 2006 - «La vida del oso»
- 2006 - «Almacén»
- 2006 - «Jueves locos»

- Grandes éxitos de ayer y oink (2007)
- 2008 - «Cóndor»

- Combo Show (2009)
- 2009 - «Sex shop»
- 2009 - «Ella quiere»
- 2010 - «De amarillo y gris»
- 2011 - «Siameses»

- Otra cosa es con guitarra (2011)
- 2011 - «Cirilo Murruchuca»
- 2011 - «La vieja Julia»
- 2011 - «La gallina no!»
- 2012 - «Largo tour»

- La porcina comedia (2013)
- 2013 - «Vacaciones [en vivo]»
- 2013 - «Almacén junto a Tulio Triviño y Juan Carlos Bodoque [en vivo]»

- Funkybarítico, hedónico, fantástico (2016)
- 2016 - «Mi mejor momento»
- 2017 - «Dejando libre el amor»
- 2018 - «Funkybarítico»

- Singles (2019)
- 2019 - «Bola de fuego»
- 2019 - «Todo se me pasa»